# Svante Bielke

Erik Gabrielsson Emporagrius likpredikan över Svante Bielkes dotter Christina Sigrid, 1645.

Svante Turesson Bielke, född 4 november 1567 på Hörningsholms slott, Mörkö församling, Stockholms län, död 2 juni 1609 på Kråkerum herrgård, Mönsterås församling, Kalmar län var en svensk friherre, riksråd och rikskansler.

## Biografi
Svante Bielke föddes 1567 på Hörningsholms slott i Mörkö församling. Han var son till riksrådet Ture Pedersson Bielke och Sigrid Sture. Bielke blev i september 1587 student vid Rostocks universitet.
I motsats till sina kusiner var han anhängare till hertig Karl, som 1599 utnämnde honom till lagman i Smålands lagsaga och ståthållare över Kronobergs län samt 1602 till riksråd och rikskansler. 1608 erhöll han friherrlig värdighet till Kråkerum.
Svante Bielke avled på Kråkerum och är begravd i Mönsterås kyrka i Kalmar län

### Familj
Han gifte sig 14 mars 1598 i Uppsala med grevinnan Elisabet Leijonhufvud, dotter till riddaren Sten Eriksson Leijonhufvud och Ebba Månsdotter Lilliehöök. De fick tillsammans barnen Sten Svantesson Bielke (1598–1638), Christina Sigrid Bielke (1603–1645) som var gift med vice guvernören Karl Banér och Anna Margareta Bielke (1603–1643) som var gift med generalen Nils Brahe.